# Dean Bombač
Dean Bombač (født 4. april 1989 i Koper, SFR Jugoslavien) er en slovensk håndboldspiller, som spiller på Sloveniens herrehåndboldlandshold.
På klubplan spiller han for ETO-SZESE Győr FKC (en), som han skiftede til i sæsonen 2024/2025.
Han havde kontraktudløb og skiftede fra den Ungarske storklub SC Pick Szeged , hvor han spillede i 8 år.
Han deltog under EM i håndbold 2020 i Sverige/Østrig/Norge.